# Pidhirea, Ratne
Pidhirea (în ucraineană Підгір`я) este un sat în comuna Șcedrohir din raionul Ratne, regiunea Volînia, Ucraina.

## Demografie
Componența lingvistică a localității Pidhirea
     Ucraineană (99,79%)
     Alte limbi (0,21%)
Conform recensământului din 2001, majoritatea populației localității Pidhirea era vorbitoare de ucraineană (99,79%), existând în minoritate și vorbitori de alte limbi.